# 55
El año 55 (LV) fue un año común comenzado en miércoles del calendario juliano, en vigor en aquella fecha.
En el Imperio romano, era conocido como el Año del consulado de César y Veto (o menos frecuentemente, año 808 Ab urbe condita). La denominación 55 para este año ha sido usado desde principios del período medieval, cuando el Anno Domini se convirtió en el método prevalente en Europa para nombrar a los años.

## Acontecimientos

### Imperio romano
- El emperador romano Nerón es también un cónsul romano, junto a Lucio Antistio Veto. Séneca será cónsul entre los meses de mayo y octubre.
- Agripina la Menor es expulsada del palacio imperial por su hijo Nerón y la instala en Villa Antonia en Miseno.
- El jurista romano Sabino escribe tres libros sobre los derechos de los ciudadanos.
- Comienza la guerra contra los partos que finalizará en el año 64; los romanos controlan Armenia.

## Nacimientos
- Epicteto, filósofo griego.
- Tácito, historiador, cónsul, senador y gobernador del imperio Romano

## Fallecimientos
- Británico, hijo de Claudio, se dijo que envenenado por Nerón.